# Patrick Magee
Patrick Joseph Gerard Magee (Armagh, Comtat d'Armagh, Irlanda del Nord, 31 de març de 1922 − Fulham, Londres, 14 d'agost de 1982), més conegut com a Patrick Magee, va ser un actor irlandès. Va ser conegut per les seves col·laboracions amb Samuel Beckett i Harold Pinter. També va aparèixer en les pel·lícules de Stanley Kubrick, A Clockwork Orange i Barry Lyndon.
El 1966 va guanyar un premi Tony.

## Biografia
Va néixer en el si d'una família de classe mitjana. Tenia quatre germans i va estudiar a l'escola secundària de Sant Patrici.
Conegut com a Magee, les seves primeres experiències a l'escenari van ser les obres de Shakespeare. Temps després, es va traslladar a Londres al costat de Tyrone Guthrie en una sèrie d'obres irlandeses.
El 1964, es va unir a la Royal Shakespeare Company, en què va treballar en l'obra de teatre The Birthday Party, dirigida per Harold Pinter. El 1965 va protagonitzar Marat/Sade, que li va suposar el premi Tony.
Els primers papers al cinema inclouen Joseph Losey en la pel·lícula de 1960 The Criminal i The Servant de 1963. El 1971, va interpretar el torturat escriptor Frank Alexander en La taronja mecànica.
Va morir al seu apartament de Londres als 60 anys.

## Filmografia
Filmografia:
- 1958: Rag Doll: Flynn
- 1960: The Criminal de Joseph Losey: Barrows
- 1960: Here Lies Miss Sabry (sèrie TV): Jason
- 1962: The Very Edge: Simmonds
- 1962: The Boys: Mr. Lee
- 1962: A Prize of Arms: RSM Hicks
- 1963: El servent (The Servant) de Joseph Losey: un bisbe
- 1963: The Young Racers: Sir William Dragonet
- 1963: Operacija Ticijan
- 1963: Dementia 13 de Francis Ford Coppola: Justin Caleb
- 1964: Zulu de Cyril R. Endfield: Surgeon Maj. James Henry Reynolds
- 1964: The Masque of the Red Death: Alfredo
- 1964: Seance on a Wet Afternoon: el superintendent Walsh
- 1965: Portrait in Terror
- 1965: The Skull: policia Surgeon
- 1965: Die, Monster, Die!: Dr. Henderson
- 1966: Blood Bath
- 1967: Marat/Sade: Marqués de Sade
- 1968: Anzio: General Starkey
- 1968: Decline and Fall... of a Birdwatcher: Maniac
- 1968: The Birthday Party: Shamus McCann
- 1969: Hard Contract: Alexi
- 1969: Canterbury Tales (sèrie TV)
- 1969: Destiny of a Spy (TV): John Flack
- 1970: Cromwell: Hugh Peters
- 1970: No es pot guanyar sempre (You Can't Win 'Em All): el general (Attaturk)
- 1971: King Lear: Cornwall
- 1971: The Trojan women: Menelau
- 1971: A Clockwork Orange de Stanley Kubrick: Mr. Alexander
- 1972: Tales from the Crypt: George Carter (segment Blind Alleys)
- 1972: The Fiend: Ministre
- 1972: Refugi macabre (Asylum): Dr. Rutherford
- 1972: El jove Winston (Young Winston): general Bindon Blood
- 1972: Pope Joan: Elder monk
- 1972: Demons of the Mind: Falkenberg
- 1973: The Final Programme: Dr. Baxter
- 1973: Luther: Hans
- 1973: And Now the Screaming Starts!: Dr. Whittle
- 1973: Caucasian Chalk Circle (TV)
- 1973: Lady Ice: Paul Booth
- 1975: Simona: el pare
- 1975: Galileo: cardenal Bellarmin
- 1975: Barry Lyndon de Stanley Kubrick: el cavaller de Balibari
- 1976: King Lear (TV): el rei Lear
- 1977: Telèfon (Telefon) de Don Siegel: general Strelsky
- 1978: Kidnapped (fulletó TV): Ebenezer Balfour
- 1979: Churchill and the Generals (TV): General Sir Archibald Wavell
- 1979: Oresteia (fulletó TV): Kalchas
- 1980: Hawk the Slayer: capellà
- 1980: The Monster Club de Roy Ward Baker: Innkeeper
- 1980: Rough Cut: Ernst Mueller
- 1980: Sir Henry at Rawlinson End: Rev. Slodden
- 1981: Chariots of Fire d'Hugh Hudson: Lord Cadogan
- 1981: Black Cat: professor Robert Miles
- 1981: The Sleep of Death: marqués